# Domangart mac Domnaill
Domangart mac Domnaill, o Domangart II, va ser rei dels escots de Dál Riata del 660 al 673.

## Regnat
Era el fill petit del rei Domnall Brecc.
El seu regnat no s'esmenta ni al Duan Albanach ni als Sincronismes de Flann Mainistreach. D'altra banda, sí que apareix a les genealogies posteriors dels reis de Dál Riata.

De fet, sembla que va ocupar el tron després del seu oncle Conall Crandomna, però el seu assassinat només el registren els analistes irlandesos l'any 673. Els Annals d'Ulster per al 673 aporten aquesta dada:
Assassinat de Domangart, fill de Domnall Brecc, el rei de Dál Riata.
El seu cosí germà Máel Duin mac Conaill sembla haver assegurat la seva successió gràcies al Cenél Gabrain, però ràpidament va haver d'enfrontar-se a les reclamacions del Cenél Loairn, a través del qual Ferchar Fota havia esdevingut rei abans del 678.